# Haut court
Crop top
Pour les articles ayant des titres homophones, voir Eaucourt, Haucourt et Ocourt.

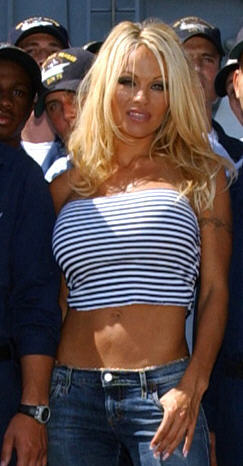
Pamela Anderson en jeans et haut court.

Un haut court, appelé aussi crop top par anglicisme ou gilet-bedaine au Québec, est un type de vêtement. Il est plus court qu'un haut classique, ce qui laisse voir le nombril de l'utilisateur.
Une polémique a éclaté en France sur son usage dans les établissements scolaires.

## Historique
Il est fait mention de ce type de vêtement dans les années 1890 lorsque les danseuses du ventre du groupe Little Egypt (en) le portent pour une représentation à Chicago.
Dans les années 1930 et 1940, le crop top est porté à la plage. En effet, en raison de la guerre, la quantité de tissu est limitée dans la fabrication de vêtements. Il se popularise dans les années 1960 lors de la révolution sexuelle et revient à la mode dans les années 1980, propulsé par le film Flashdance.
Dans les années 1990, il s'est démocratisé avec la culture pop. Ce style est alors très prisé par les célébrités comme Britney Spears, les Spice Girls ou les Destiny’s Child ainsi que par Rihanna, et Miley Cyrus lorsque le vêtement revient à la mode dans les années 2010.
D'usage plutôt féminin, il est aussi porté par les hommes, notamment par les footballeurs américains, qui l’utilisent dans les années 1980 comme maillot pour porter les protections de torse.

## Polémique en France
Le crop top est à l'origine d'une polémique en France. Des jeunes filles scolarisées au collège ou au lycée se plaignent d'avoir subi des remontrances et des réflexions en raison de leur tenue qui laissait apparaître une partie de leur corps, ce qu'elles dénoncent comme une forme de sexisme,,. 
Le 21 septembre 2020, le ministre de l’Éducation nationale, Jean-Michel Blanquer, affirme qu’il faut « venir à l’école habillé d’une façon républicaine ». Il réaffirme quatre jours plus tard sur France Info que « l’école n’est pas un lieu comme un autre », tout en précisant que « l’impératif de tenue correcte s’applique aussi aux garçons ». Un sondage publié par l'hebdomadaire Marianne sur ce sujet le 25 septembre relance la polémique.
À la fin de juin 2021, le débat est relancé à la suite d'une interview dans le magazine Elle du président Emmanuel Macron, qui déclare sur le crop top : « À l'école, je suis plutôt “tenue décente exigée”, aussi bien pour les filles que pour les garçons. Je ne suis pas un défenseur de l'uniforme, mais tout ce qui vous renvoie à une identité, une volonté de choquer ou d'exister n'a pas sa place à l'école,. »